# Stockholmer Ausstellung 1930

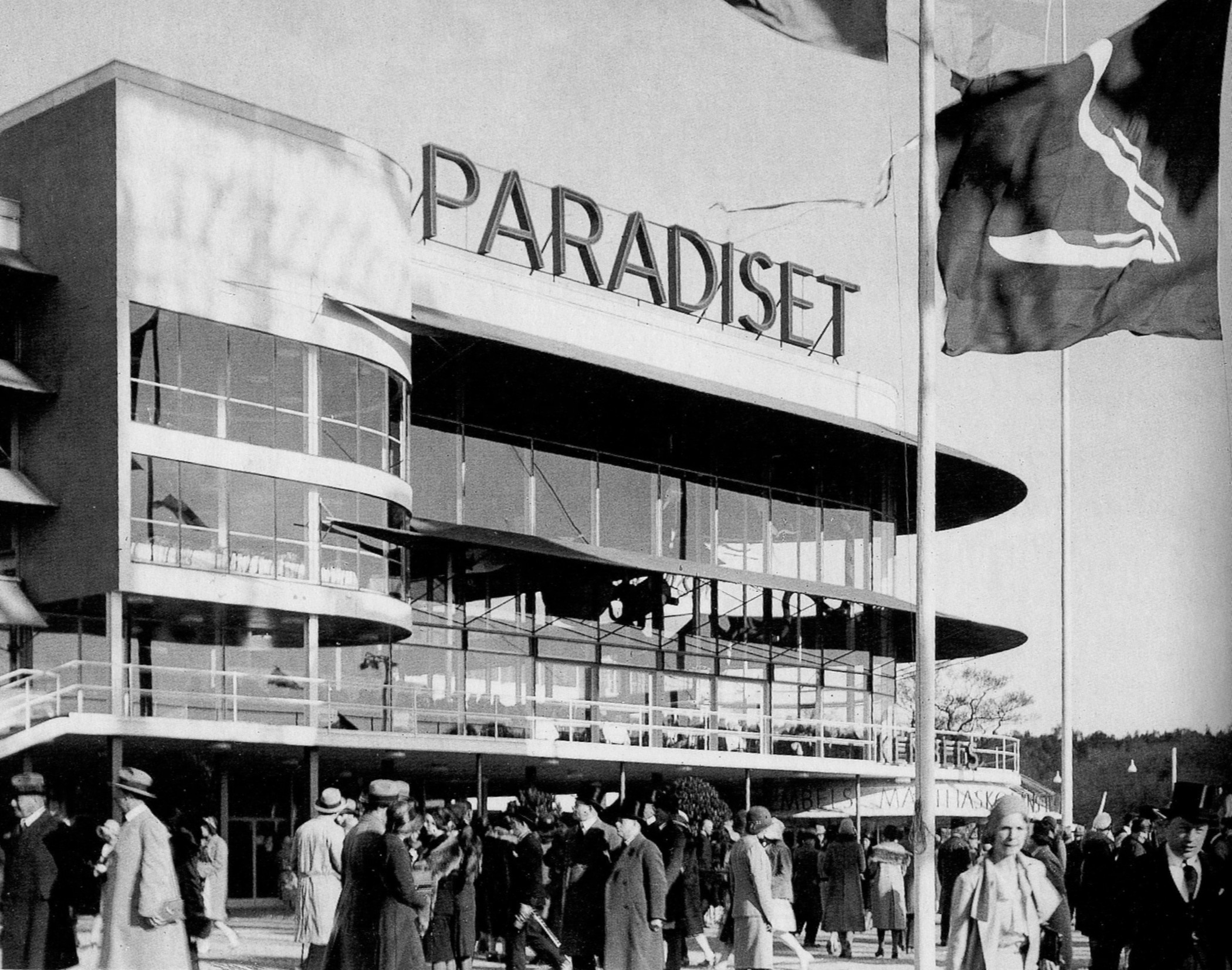
Stockholmsutställningen 1930: Das Hauptrestaurant Paradiset

Die Stockholmer Ausstellung 1930 (schwedisch Stockholmsutställningen 1930) war eine nationale Ausstellung für Architektur, Design und Kunsthandwerk im Zeichen der Moderne in Stockholm. Sie wurde unter der Leitung des Architekten Gunnar Asplund, Svenska Slöjdföreningen (Schwedische Vereinigung für Werkkunst) und der Stadt Stockholm arrangiert. Sie fand vom 16. Mai bis 29. September 1930 statt, zur Ausstellung kamen ca. vier Millionen Besucher.

## Hintergrund
1928 hatte Svenska Slöjdföreningen (heute Svensk Form) vorgeschlagen, dass eine größere Ausstellung im Jahre 1930 in Stockholm stattfinden solle. Man wolle das zeigen, was Europa und die USA schon kannten, nämlich modernes Kunsthandwerk, Design und die Produkte der Kunstindustrie. Mit staatlichen Garantien und dem Generaldirektor der Svenska Slöjdföreningen, dem Kunsthistoriker Gregor Paulsson, sollte die Ausstellung realisiert werden. Als Ausstellungsarchitekt war eine kurze Zeit Le Corbusier im Gespräch, da er aber aus unbekanntem Grund absagte, wurde Architekt Gunnar Asplund für die Aufgabe verpflichtet.

## Die Moderne im Schweden der 1930er Jahre
Der Durchbruch der Moderne in Architektur und Design, in Schweden Funktionalismus genannt, kam spät und erst mit der Stockholmer Ausstellung 1930. In anderen europäischen Ländern hatten neue künstlerische Strömungen der Moderne in Architektur und Design bereits viel beachtete Beispiele geliefert – so entwickelte der in Frankreich lebende Schweizer Le Corbusier neue Konzepte für Wohnbauten und Stadtplanung. In der Sowjetunion begriff sich die künstlerische Avantgarde um Wladimir Tatlin und Kasimir Malewitsch als revolutionäre Strömung. In Deutschland hatte Walter Gropius bereits 1919 das Bauhaus gegründet, das Architektur und Kunst zu verschmelzen versuchte.
Die schwedische Variante der Moderne, in Gunnar Aplunds Interpretation, war etwas weicher und versöhnlicher als die kompromisslosen, linksradikalen Ideen in anderen Teilen Europas. In Schweden wollte man die neue Architektur nicht zur ideologischen, politischen Frage machen. Die Schweden suchten einen Kompromiss und meinten, dass sich die moderne Architektur, sei sie auch noch so kompromisslos, der befindlichen Stadtbebauung und den Bedürfnissen des Menschen anzupassen habe.

## Durchführung
Die Ausstellung fand im südlichen Djurgården statt, direkt am Djurgårdsbrunnsviken. Gunnar Asplund, der Hauptarchitekt, hatte extrem einfache Ausstellungshallen entworfen, durchflutet von Licht und Luft. Ein paar Jahre zuvor war Asplund noch Anhänger des schwedischen Klassizismus der 1920er Jahre gewesen, auch bekannt unter dem Begriff Swedish grace, nun vermied er sämtliche Verzierungen und Ausschmückungen. Er erlangte mit dieser, seitdem kaum mehr erreichten schlichten Eleganz seinen internationalen Durchbruch. Abends wurde das elektrische Licht als architektonisches Ausdrucksmittel genutzt, sowohl auf dem Land, als auch auf dem Wasser. Das erste Mal konnten die Besucher Stahlrohrmöbel nach Marcel Breuers Vorbild besehen. Der junge Bruno Mathsson aus Värnamo wurde davon so inspiriert, dass er, wieder zuhause, sogleich damit anfing, mit Möbeln aus Bugholz zu experimentieren.
Schwedische Künstler, Handwerker und Unternehmen zeigten ihre neuesten Produkte. Die Glashütte Orrefors hatte das ganze Frühjahr 1930 daran gearbeitet, neue Produkte für die Ausstellung zu entwerfen. Das Ergebnis war u. a. eine Serie Haushaltsglas in einfachen, geometrischen Formen, ohne Muster und Schnörkel, aber auch Glaskunstwerke von Edward Hald und Simon Gate.
Die Wohnungsabteilung war das Herz der Ausstellung. Durch effektiveres Ausnutzen der vorhandenen Mittel sollte die vorherrschende Wohnungsnot in Schweden überwunden werden. Idealisierte Wohnungstypen, die billig und rationell produziert werden konnten, wurden gezeigt. Man wollte hygienische und helle Wohnungen mit reichlich Platz für alle Mitglieder der Familie schaffen.
Die Wohnungsabteilung war von der schwedischen Architektenelite entworfen worden, darunter Sven Markelius, Paul Hedqvist, Nils Ahrbom, Helge Zimdal, Uno Åhrén, Albin Stark und Sigurd Lewerentz. Da gab es Mietwohnungen, Eigenheime und Reihenhäuser; alles war nach dem neuen Ideal möbliert, manche Besucher fanden die Einrichtung jedoch recht „nackt“ und „kalt“.
Der größte architektonische Blickfang war der hohe Reklamemast, gekrönt von Sigurd Lewerentz „<“-förmigen Flügeln. Er hatte auch das einprägsame Ausstellungsplakat entworfen, eine dreidimensionale „1930“ auf rotem Grund. Von Lewerentz stammten ebenfalls einige der Busse, die in der Halle für Verkehr ausgestellt waren und die General Motors Nordiska AB hergestellt hatte.
Auf dem weitläufigen Ausstellungsgelände konnten sich die Besucher das neue Stilideal des Funktionalismus mit seinen industriell hergestellten Massenprodukten ansehen. Eine Neuheit für Schweden war der Hotdog-Kiosk, der heiße Wurst im Brötchen verkaufte, die man stehenden Fußes direkt aus der Hand essen konnte. Es gab auch ein Restaurant mit dem passenden, zukunftsweisenden Namen Paradiset, „Das Paradies“.

## Bilder von der Ausstellung
Bilder aus dem Archiv von Svensk Form, darunter auch drei Farbfotos des legendären Fotografen Gustaf W. Cronquist (1878–1967)

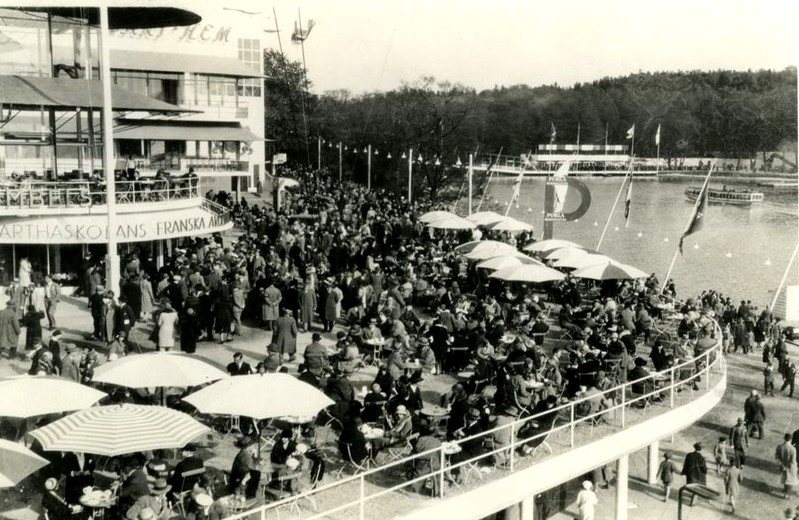
Eingangsrestaurant
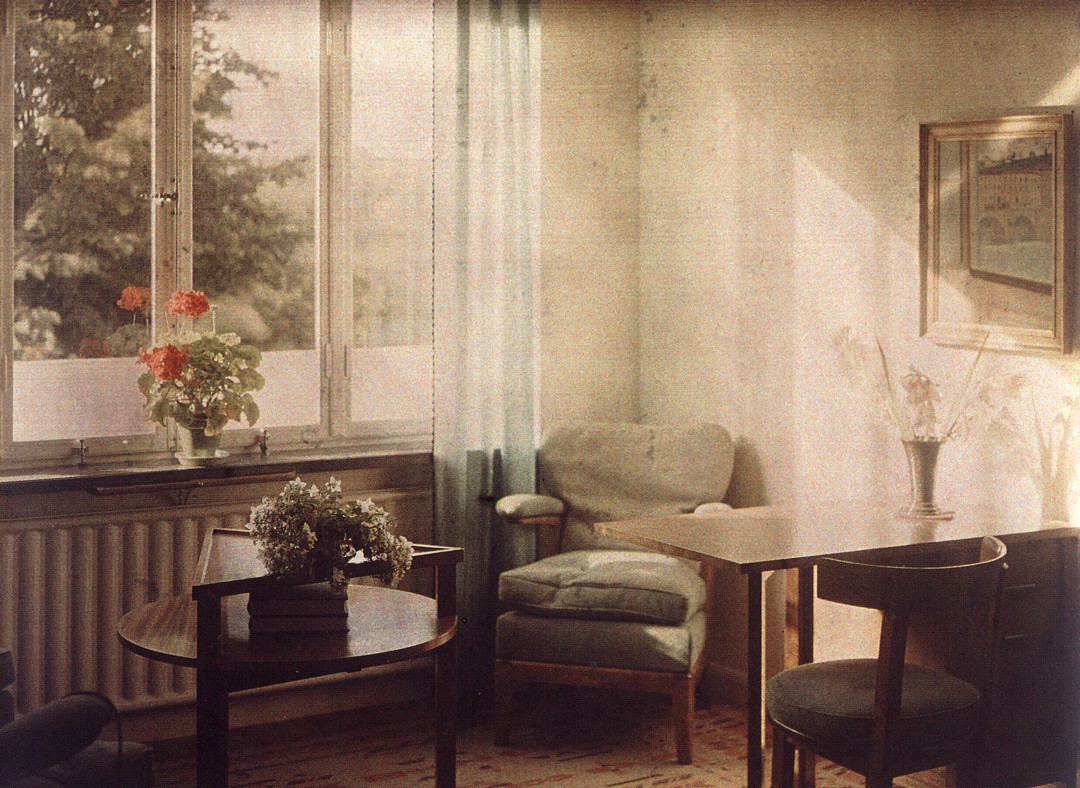
Typwohnung Nr. 4
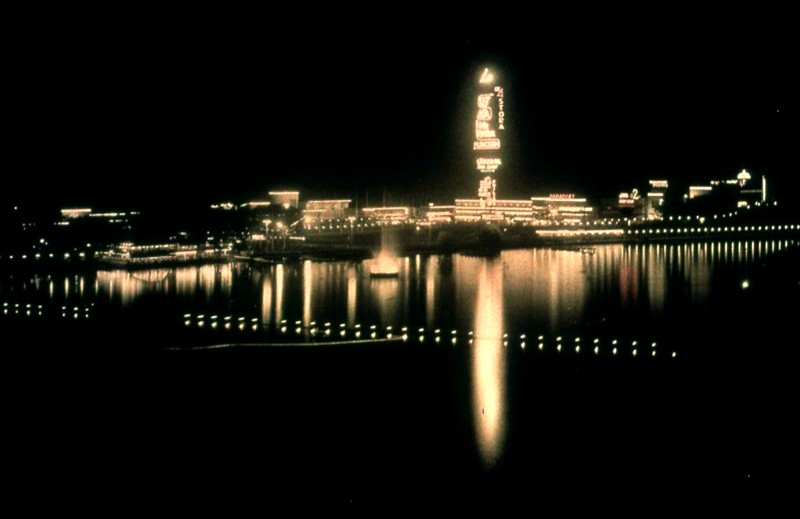
Licht als Ausdrucksmittel
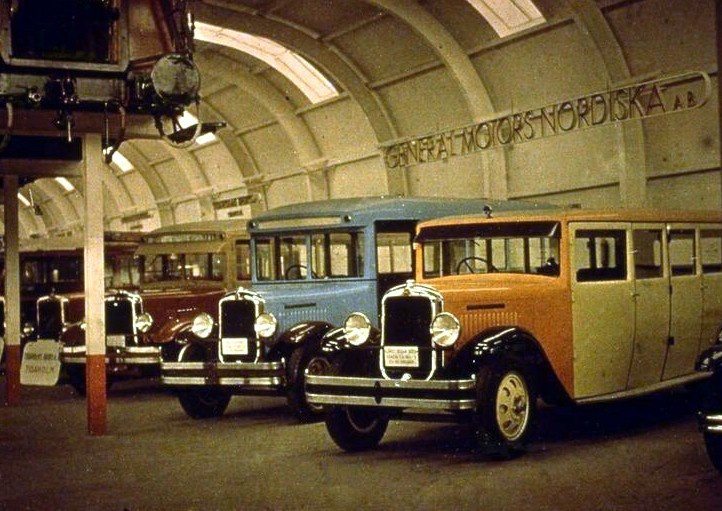
Sigurd Lewerentz Busse

## Kritik
Es war nicht nur das „ungebildete“ Publikum, das Kritik übte und das Ganze für zu spärlich und zu schlicht hielt, auch die Designelite war uneinig. Der stärkste Kritiker war der renommierte Möbeldesigner und leidenschaftlicher Anhänger des Swedish grace, Carl Malmsten, der gegen dieses „armselige Programm“ protestierte. In einem Schreiben an die Ausstellungsleitung beschrieb er den Funktionalismus als einen „...slätstruken, importerad, antitraditionell stil, mekaniskt torr och grundat på falsk saklighet...“ (ungefähr „… geglätteten, importierten, antitraditionellen Stil, mechanisch trocken und gegründet auf falscher Sachlichkeit...“).

## Auswirkungen

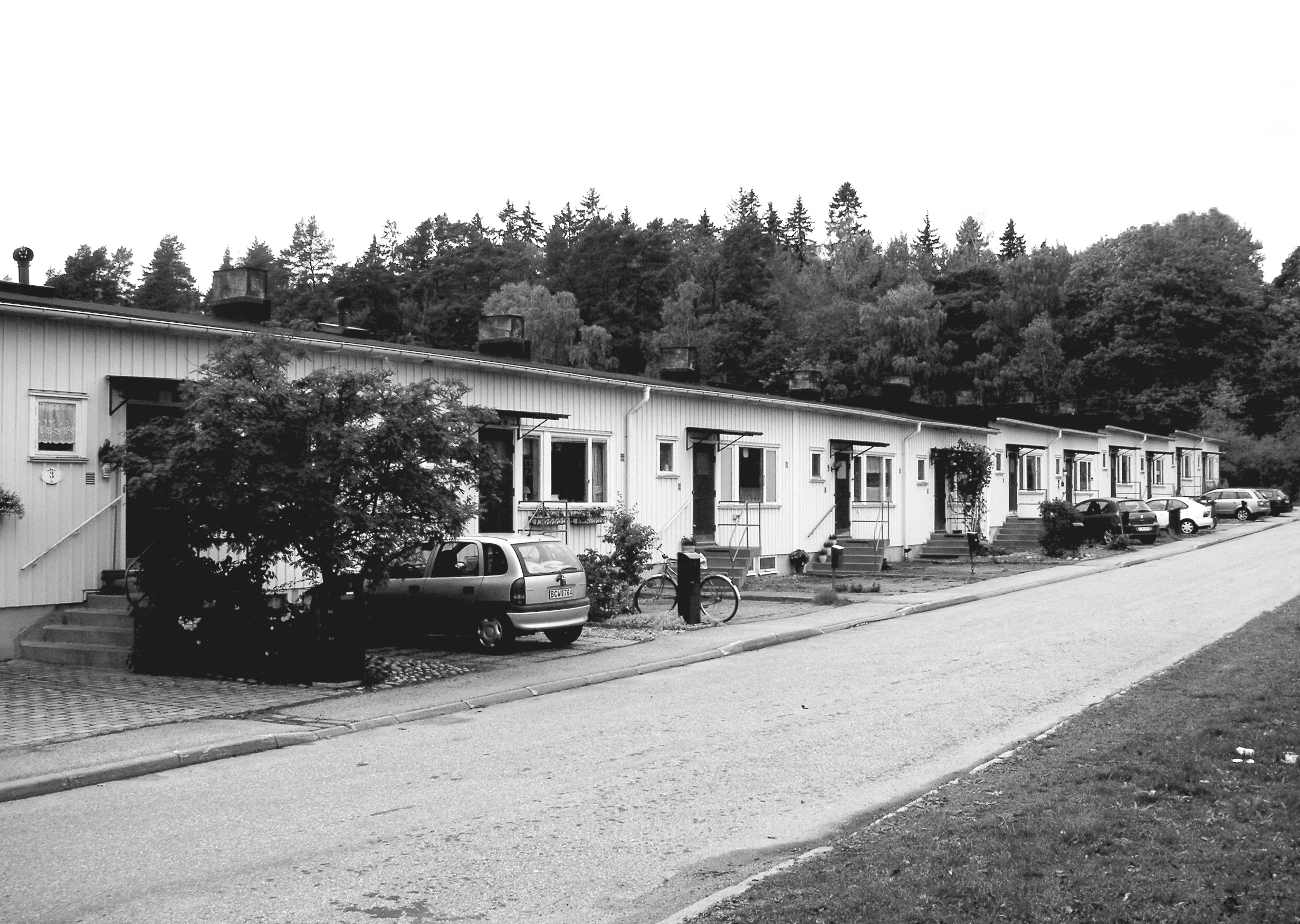
Uno Åhréns Reihenhaussiedlung Norra Ängby von 1931

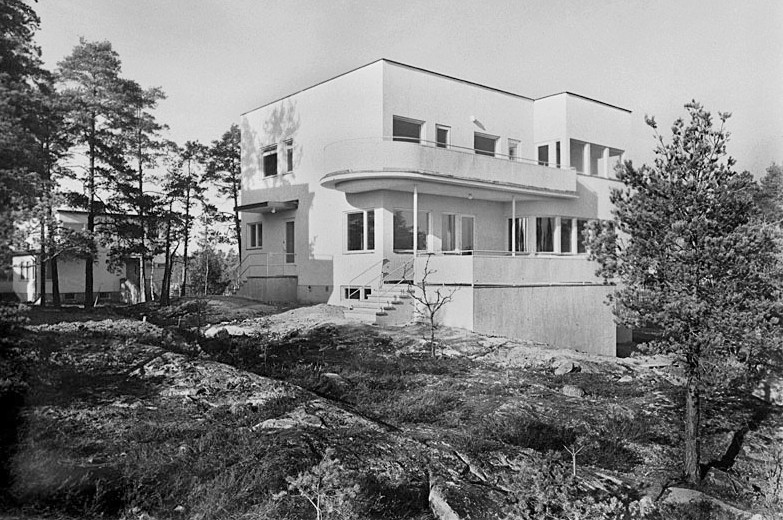
Villa Ängbyhöjden Nr. 30,
Södra Ängby von 1938

Die Gebäude der Stockholmer Ausstellung 1930 wurden abgerissen, aber die Ideen lebten weiter und sollten insbesondere den schwedischen Wohnungsbau auf viele Jahre hinaus beeinflussen. Dazu kamen auch politische Veränderungen. 1931 übernahmen die Sozialdemokraten in Stockholm die Macht und im Jahre darauf in ganz Schweden.
Schon 1931 verwirklichte einer der Ausstellungsarchitekten, Uno Åhrén, seine wohnsozialen Ideen in der Reihenhaussiedlung in Norra Ängby in Bromma und in den Stockholmer Vororten Traneberg (1937–38) und Hammarbyhöjden (1938) wurden Wohnungen für kinderreiche Familien gebaut. Vita staden „Die weiße Stadt“ wurden sie genannt, nicht nur wegen ihrer hellen Fassadenfarben, sondern hauptsächlich wegen der Reinlichkeit und Sauberkeit, ganz nach dem Motto der Stockholmer Ausstellung 1930. Alle Häuser hatten Zentralheizung, alle Wohnungen ein eigenes Bad mit WC und fließend warm und kalt Wasser, eine komplett ausgerüstete Küche, sowie einen Balkon. Große Fenster ließen Licht und Luft in die Wohnungen, im Treppenhaus gab es sogar einen Müllschlucker und draußen, im Grünen, einen Kinderspielplatz.
Die funktionalistischen Ideen im Hausbau, die auf der Ausstellung vorgeführt wurden, fanden auch in der Villensiedlung Södra Ängby in Bromma ihre Anwendung. Södra Ängby besteht aus ca. 500 unterschiedlichen Einfamilienhäusern die während der Jahre 1933 bis 1939 allesamt im funktionalistischen Stil entworfen und gebaut wurden, damit zählt Södra Ängby heute zu einer der größten, bewahrten funktionalistischen Villensiedlungen Europas. Die Siedlung wird durch das so genannte Riksintresse geschützt (Reichsinteresse für besonders wertvolle Bauten).